# Vjetar
Vjetar je pretežno vodoravno strujanje zraka, relativno prema Zemljinoj površini, određeno smjerom (stranom svijeta odakle vjetar puše) i brzinom, odnosno jakošću.  Za vjetar je svojstvena velika prostorna i vremenska promjenjivost. Vjetar je stoga vektorska veličina. Pod smjerom vjetra podrazumijeva se strana svijeta odakle vjetar puše. Obično se ne određuje trenutno nego srednji smjer vjetra za određeno vremensko razdoblje (najčešće 10 minuta). Uobičajeno je da se smjer vjetra određuje stranom svijeta, koja se računa prema zemljopisnom sjeveru, i to bilo po skali od 360°, bilo po skali od 16, odnosno 32 smjera (glavni i međusmjerovi vjetra).
Iskorištenje snage vjetra bilo je u povijesti od velikog značaja prvenstveno za razvitak pomorstva, a s njime i zemljopisa, pogon mlinova, vjetrenjača i drugog, a i danas se pažnja usmjerava na energiju vjetra kao na jedan od mogućih obnovljivih izvora energije.

## Nastanak vjetra
Vjetar je posljedica više čimbenika: 
- razlike tlaka između dvaju područja (vjetar struji od područja višega tlaka prema području nižega tlaka i to je jači što je ta razlika veća),
- Zemljine vrtnje ili rotacije,
- Coriolisove sile (vjetar zbog njezina djelovanja na sjevernoj polutki skreće u desno, na južnoj u lijevo),
- centrifugalne sile kada su putanje čestica zraka zakrivljene,
- sile trenja s podlogom.

Pri tlu je u umjerenim širinama često bezvjetreno stanje, to jest tišina, no u uvjetima velikih razlika tlaka, kao u uraganima, tornadima i tropskim ciklonima, brzina vjetra može dosegnuti vrijednosti i od više stotina kilometara na sat te prouzročiti velika razaranja. Na strujanje zraka mogu znatno utjecati i reljef (na primjer doljnjak, noćnik) i temperaturne razlike između kopna i mora, pa su poznati sustavi vjetrova obalne cirkulacije (zmorac i burin). Određeni dijelovi Zemlje poznati su po postojanim i jakim zapadnim vjetrovima, kao što su to olujna područja oceana, uglavnom oko 40° sjeverne zemljopisne širine. Brzina vjetra se redovito povećava s visinom i najveće se brzine obično pojavljuju u blizini troposfere.

### Brzina vjetra
Brzine vjetra kreću se od tišine (kalme) do veoma velikih brzina. U slojevima pri tlu brzina vjetra, na primjer brzina bure na našoj obali, može doseći i 50 m/s (180 km/h), na Antartiku pojedini udari vjetra i do 90 m/s (324 km/h), a 1934. izmjerena je u SAD na Mount Washingtonu (nadmorska visina 1 980 m) brzina vjetra od 115 m/s (414 km/h). Mnogo veće brzine vjetra izmjerene su u slobodnoj atmosferi. Tako je na visini 11 km iznad tla izmjerena 1959. iznad Rostova na Donu brzina vjetra od 160 m/s (576 km/h). 
Brzina se vjetra mijenja s visinom. Pri tlu je, zbog trenja čestica zraka o podlogu, brzina vjetra smanjena. S povećanjem visine utjecaj trenja postepeno se smanjuje i brzina vjetra u prvih desetak metara visine raste najprije brzo, a zatim sve sporije.

### Mjerenje brzine vjetra
Brzina vjetra mjeri se s pomoću anemometra ili se prema Beaufortovoj ljestvici procjenjuje s pomoću učinaka vjetra na okoliš. U Hrvatskoj su brzine vjetra znatno veće na području priobalja i otoka nego u kopnenome dijelu. Najveće brzine vjetra mogu se očekivati na području gdje se obronci Velebita najstrmije spuštaju prema moru, to jest na dijelu obale od Senja do Karlobaga i na otoku Pagu (do 40 m/s ili 145 km/h).

#### Beaufortova ljestvica
Vjetar nastaje zbog nejednakosti tlaka u atmosferi zbog meteoroloških mijena. Vjetar je određen brzinom, smjerom i jačinom. Brzina vjetra mjeri se pomoću anemometra, a izražava se uobičajenom jedinicom za brzinu - metrima u sekundi, kilometrima na sat, čvorovima ili specijaliziranom jedinicom - beaufort (čitaj: "bofor"). Odnos ovih jedinica vidljiv je iz sljedeće tablice:
| Jačina (Bf) | Naziv               | Brzina    | Brzina      | Brzina  | Maks. visina vala (m)      | Maks. visina vala (m) |
| Jačina (Bf) | Naziv               | km/h      | m/s         | čvor    | unutarnje more blizu obale | otvoreno more         |
| 0           | Tišina              | <1        | 0 - 0,2     | <1      | ---                        | ---                   |
| 1           | Lahor               | 1 - 5     | 0,3 - 1,5   | 1 - 3   | 0,1                        | 0,1                   |
| 2           | Povjetarac          | 6 - 11    | 1,6 - 3,3   | 4 - 6   | 0,2                        | 0,3                   |
| 3           | Slab vjetar         | 12 - 19   | 3,4 - 5,4   | 7 - 10  | 0,6                        | 1                     |
| 4           | Umjeren vjetar      | 20 - 28   | 5,5 - 7,9   | 11 - 16 | 1                          | 1,5                   |
| 5           | Umjereno jak vjetar | 29 - 38   | 8,0 - 10,7  | 17 - 21 | 2                          | 2,5                   |
| 6           | Jak vjetar          | 39 - 49   | 10,8 - 13,8 | 22 - 27 | 3                          | 4                     |
| 7           | Žestok vjetar       | 50 - 61   | 13,9 - 17,1 | 28 - 33 | 4                          | 5,5                   |
| 8           | Olujni vjetar       | 62 - 74   | 17,2 - 20,7 | 34 - 40 | 5,5                        | 7,5                   |
| 9           | Jak olujni vjetar   | 75 - 88   | 20,8 - 24,4 | 41 - 47 | 7                          | 10                    |
| 10          | Orkanski vjetar     | 89 - 102  | 24,5 - 28,4 | 48 - 55 | 9                          | 12,5                  |
| 11          | Jak orkanski vjetar | 103 - 117 | 28,5 - 32,6 | 56 - 63 | 11,5                       | 16                    |
| 12          | Orkan               | >118      | >32,7       | >64     | 14                         | ---                   |

### Ruže vjetrova
Vjetar vrlo rijetko puše stalnom brzinom, to jest uobičajeno mijenja jakost. Izuzetak čine monsuni - vjetrovi koji na određenim zemljopisnim područjima tijekom dijela godine pušu stalnim smjerom i jačinom, zbog čega su u vrijeme jedrenjaka obilato korišteni za prekooceanske plovidbe.  
Učešća pojedinih smjerova i prosječnih ili maksimalnih brzina vjetra u tim smjerovima prikazuje takozvana ruža vjetrova s naznačenim stranama svijeta prema slici. Na jakost vjetra uz odnos tlakova u atmosferi utječe i konfiguracija, prisustvo prirodnih i umjetnih prepreka i obraslost terena što uvjetno rečeno možemo shvatiti i kao trenje s podlogom.

### Strujanja u atmosferi
Strujanje zraka ne ovisi samo o silama koje djeluju u atmosferi, nego i o trenutnom stanju atmosfere. To stanje može biti barotropsko (to jest gustoća zraka je funkcija jedino tlaka), ili baroklinsko (to jest gustoća zraka ovisi, osim o tlaku, i o drugim termodinamskim uvjetima). Zbog mnogobrojnosti i međusobnosti utjecaja čimbenika koji uzrokuju i utječu na gibanje atmosfere, mehanizam strujanja zraka u atmosferi vrlo je složen i može se samo približno opisati matematičkim izrazima. 
Zračna se masa Zemljine atmosfere neprestano giba s obzirom na površinu Zemlje. Dva su osnovna razloga gibanju zraka u atmosferi: vrtnja ili rotacija Zemljine kugle i nejednoliko zagrijavanje njene površine i atmosfere. 
Zbog Zemljine vrtnje u višim slojevima atmosfere djeluju na čestice zraka Coriolisova sila i sila centrifugalnog ubrzanja, a u prizemnom sloju djeluju još i sile trenja između zračnog omotača i Zemljine površine, te između čestica zraka. Rezultat je djelovanja tih sila uglavnom vodoravno strujanje zraka. Zbog zakrivljenosti Zemljine površine i gibanja Zemlje s obzirom na Sunce, kao i nejednakog zagrijavanja podloge, ukupna se atmosfera nejednoliko zagrijava, što uzrokuje poremećaj gradijenta tlaka, pa nastaju strujanja zraka koja nastoje izjednačiti razlike tlaka. 

#### Opća cirkulacija atmosfere
Opća cirkulacija atmosfere je osnovna vrsta strujanja u atmosferi, kojom se izmjenjuju velike zračne mase u vodoravnom i okomitom smjeru. U njoj važnu ulogu imaju strujanja u vezi s putujućim ciklonama i anticiklonama. Ta strujanja posreduju u razmjeni zračnih masa između polarnih, umjerenih i suptropskih širina i daju glavnu značajku vremenskim zbivanjima kod nas.

#### Lokalna cirkulacija zraka
Lokalna cirkulacija zraka nastaje zbog različita zagrijavanja zraka iznad kopna i mora i zbog različita sastava i oblika tla. S tim u vezi pojavljuju se svojstveni (karakteristični) lokalni vjetrovi s mora i kopna. Danju se kopno jače ugrije od mora i zbog toga puše vjetar s mora na kopno; noću je obratno. Lokalna cirkulacija zraka pojavljuje se i na pristrancima planina.

### Tlak vjetra
U tehničkoj struci se s vjetrom računa kao s opterećenjem koje on može proizvesti na građevine, konstrukcije i plovila. Opterećenje vjetrom spada pod promjenjiva djelovanja (statika konstrukcija) i ono djeluje okomito na površinu konstrukcije i obuhvaća: vjetar koji djeluje na konstrukciju i trenje vjetra po konstrukciji (tangencijalno niz površinu konstrukcije). Opterećenje zbog vjetra iskazuje se u kN/m2 (kilonjutnima po kvadratnom metru) ili kp/m2 (kilopondima po kvadratnom metru), a ovisno je od brzine vjetra i smjera pod kojim napada površine objekata. Tlak vjetra jača s visinom iznad terena, pa je osobito izražen kod visokih objekata i može poprimiti vrlo velike vrijednosti, pa i dovesti do prevrtanja dizalica ili vozila ili drugih načina oštećenja objekata.  
| Visina iznad tla (m) | Brzina vjetra (m/s) | Tlak vjetra (N/m2) |
| -------------------- | ------------------- | ------------------ |
| 0 - 8                | 28,3                | 500                |
| 8 - 20               | 35,8                | 800                |
| 20-100               | 42,0                | 1 100              |
| > 100                | 45,6                | 1 300              |

### Djelovanje podloge na vjetar
Atmosfera se prema djelovanju podloge sastoji od više slojeva.
- prizemni ili Prandtlov sloj (od 50 do 100 m), u kojemu brzina vjetra raste s visinom po logaritamskom ili po eksponencijalnom zakonu, a smjer se vjetra s visinom ne mijenja.
- prijelazni ili Ekmanov sloj (od 500 do 1 500 m), u kojemu brzina vjetra raste s visinom, a na sjevernoj polutki skreće s visinom udesno.
- slobodna atmosfera, u kojoj se utjecaj trenja s podlogom može zanemariti, a smjer vjetra poprima smjer geostrofičkog vjetra.

U unutrašnjem sloju atmosfere s jednolikom stratifikacijom može se promjena brzine vjetra s visinom (do visine 15 - 20 m) dobro aproksimirati s takozvanim logaritamskim zakonom:
{\displaystyle v_{2}=v_{1}\cdot {\frac {\ln z_{2}-\ln z_{0}}{\ln z_{1}-\ln z_{0}}}}
gdje su: v2 i v1 brzine vjetra na visinama z2 i z1, a z0 je parametar hrapavosti podloge, koji je jednak visini nad tlom do koje je brzina vjetra jednaka nuli. Vrijednosti z0 ovisne su o svojstvima podloge, na primjer nad snježnim je pokrivačem z0 = 0,1 - 0,5 mm, nad travom z0 = 10 - 50 mm, a nad zgradama i nekoliko metara.
U umjerenim i višim zemljopisnim širinama mijenjaju se tokom godine srednje brzine vjetra u čitavoj troposferi i stratosferi. Srednja brzina vjetra pri tlu je najveća zimi kad su i razlike tlaka najveće. Ljeti je cirkulacija atmosfere u našim širinama općenito slabija. U većim visinama veće su razlike između ljeta i zime. Tako je, na primjer, na 5 km visine nad Zagrebom maksimalna brzina vjetra u siječnju, a minimalna u lipnju. 
Dnevni je hod brzine vjetra veoma složen. Nad nižim su područjima kontinenta najmanje srednje brzine vjetra u jutarnjim satima, a najveće u ranim poslijepodnevnim satima. U planinskim predjelima, gdje se brzina vjetra približava stanju u slobodnoj atmosferi, srednja brzina vjetra ima obratan dnevni hod: maksimalne vrijednosti su u noćnim, a minimalne u dnevnim satima.

## Vrste vjetrova
Mnogi, osobito lokalni vjetrovi imaju svojstvena imena, od kojih su se neka kod nas sačuvala od davnine. Među poznatije vjetrove u primorju ubrajaju se bura, garbin, jugo, levant, maestral, oštro, pulenat, tramontana, a u na kontinentu košava, sjeverac i drugi. Režim vjetra na nekome mjestu može se grafički prikazati s pomoću ruže vjetrova. Neki sustavi zračnih strujanja svojstveni su za golemim područjima Zemlje i daju određene značajke klimi toga područja. U takve sustave strujanja ulaze geostrofički vjetrovi, monsuni, pasati, zapadni vjetrovi umjerenih širina i drugi. Prema jakosti vjetrovi se nazivaju tišina (kad nema vjetra), lahor, povjetarac, slab vjetar, umjeren vjetar, jak vjetar, olujni vjetar, orkanski vjetar i orkan.

### Vjetrovi na Jadranu
Najjači vjetrovi u Hrvatskoj su bura koja puše s kopna prema moru, iz pravca sjeveroistoka i jugo koje puše iz pravca jugoistoka. Bura uobičajeno traje 3 dana i karakteristično je da puše "na refule", to jest na mahove i osobito je jaka u podvelebitskom kanalu na području Senja, no i u Bakru dosiže i do 180 km/h.
Godine 1988. u Dubrovačkoj zračnoj luci izmjerena je vrijednost od 44,3 m/s (159,5 km/h), na Marjanu je 1994. izmjerena brzina bure od 48,5 m/s (174,6 km/h), u Novalji 1995. je izmjereno 39,9 m/s (143,9 km/h). Godine 1996. na Krčkom mostu izmjereno je 58,9 m/s (212 km/h), a 2002. u Makarskoj je zabilježeno 49,9 m/s (179,6 km/h). Drugi službeni najjači udar bure, zabilježen je na Paškom mostu, i iznosio je 65,2 m/s tj. 234,72 km/h, a treći izmjeren je na Krčkom mostu i iznosio je 221,8 km/h, što se dogodilo za vrijeme ciklone Teodor, 11.11.2013. Najsnažniji udar bure u Hrvatskoj, izmjeren je 24. prosinca 2003., na autocesti A1, između tunela Sveti Rok i Maslenice, na vijaduktu Božići, jedan od rijetkih instrumenata za mjerenje brzine vjetra koji je uopće uspio neoštećen izdržati nalete vjetra, zabilježio je tada brzinu od 307 km/h, što je najveća ikad izmjerena brzina vjetra u Hrvatskoj. Zbog toga što taj instrument nije bio predviđen za tolike iznose (radi se o instrumentu tvrtke "VAISALA" Wind Set WA15), podatak se ne uzima kao službeni te kao službeno najjači udar vjetra iz NNE smjera u Hrvatskoj i dalje vrijedi onaj od 21. prosinca 1998. godine s Masleničkog mosta od 248 km/h (69,0 m/s).
Jugo uzrokuje valove koji "valjaju" i na plovilu se teže podnose od valova po buri.  Uz pojam vjetra veže se i pojam nevera koji označava nevrijeme, odnosno vrijeme vrlo loše za boravak na moru. Za plovila su opasni i iznenadni neverini (kako i ime govori, manje i kraće nevere) koji kratkotrajno mogu dići neugodno visoke valove.
Promatramo li ružu vjetrova u našem priobalju možemo naći sljedeće vjetrove:
- tramontana - N - (S) sjever - hladan vjetar sličan buri, ali stabilniji
- burin - NNE - (SSI) - vjetar koji puše noću s kopna, pretežno iz NNE na sjevernome Jadranu, a često iz E ili SE na južnome dijelu
- bura - NE - (SI) - najjači vjetar na Jadranu, puše s kopna preko planina na more, često na mahove i promjenjiva smjera
- grego levante - ENE - (ISI) -jak vjetar koji zimi puše
- levanat - E - (I) - istočnjak, često istih obilježja kao i bura, ponekad i topli vjetar lijepog vremena
- jugo levante - ESE - (IJI) -
- jugo - SE - (JI) -  ili široko, vjetar jugoistočnog smjera koji uglavnom donosi kišu i loše biometeorološke prilike
- oštro - S - (J) - je čisti južnjak, karakterizira ga velika jačina, i relativno malo vrijeme trajanja. Većinom je oštro prijelazna faza između juga i lebića
- maestral obalni - SSW - (JJZ) -
- lebić - SW - (JZ) - je kratak vjetar, često zapuše nakon juga. Može biti jak i tada se zove lebićada
- garbin - WSW - (ZJZ) -
- pulenat - W - (Z) - ponent, punenat ili pulent je rijedak vjetar kod nas. Kada je jak naziva se pulentada
- maestral - NW - (SZ) - u pravilu ugodan ljetni vjetar koji za lijepa vremena uobičajeno puše poslije podne, donoseći lagano rashlađenje u toplim danima.

Naši otočani imaju jednu rečenicu koja pomaže zapamtiti vjetrove na našoj obali, prva slova vjetrova i riječi su ista: 
- Težak
- Gorak
- Lavur
- Svakon
- Onon
- Ludon
- Poštenon
- Mornaru

U unutrašnjosti (prvenstveno na području podunavskih ravnica) zimi puše vrlo snažan i hladan jugoistočnjak košava. Na našem području anticiklona u pravilu nosi vedro vrijeme, a ciklona oblačno vrijeme i padaline. Sukladno tome, na našoj obali razlikujemo "običnu" suhu (anticiklonalnu) buru koja "čisti" zrak i takozvanu "ciklonalnu buru", koja je praćena kišom, povećanim tlakom i pogoršanjem tegoba meteoropata (ljudi osjetljivih na meteorološke prilike). 
Na oceanskoj i morskoj površini snažni vjetrovi uzrokuju valovitost, pa i pojavu razornih valova visokih desetke metara, koji mogu ugroziti priobalje ili potopiti čak i najveća plovila. S druge strane, valovitost doprinosi snabdijevanju voda kisikom i njihovom "samočišćenju", a kroz dugo vremensko razdoblje oblikuje obalni pojas razarajući stijenje i stvarajući pijesak. Iako bi preciznije bilo iskazivanje valovitosti dužinom i visinom valova, uobičajena je skala od 1 - 5 definirana oblikom valova (na primjer pojavom krijesta na valovima i slično) Na ponašanje valova utječe i dubina mora. Na plićinama se valovi više "lome" i pri istoj snazi vjetra u pravilu predstavljaju veću opasnost nego na dubokom moru (utjecaj svojevrsnog "trenja" vode o dno koči dno vala i uzrokuje pojavu krijesta, a kod velikih valova lomljenje vala).

### Uragan
Osobito velike štete može uzrokovati vjetar olujne do orkanske snage ili vrtložni oblik vjetra poznat pod nazivom pijavica ili regionalno kao šijun, uvjetovan prije svega temperaturnim razlikama, a zbog njih i okomitim razlikama tlakova u kombinaciji s konfiguracijom terena. Posebno snažna vrtložna strujanja zovu se uragani a učestali su nad oceanima, pa su primjerice česta katastrofalna razaranja koja uzrokuju na američkim obalama atlantika.
Temperaturne razlike između površine planete i zračnih masa uzokuju uzlazno okomito vrtložno strujanje, takozvani ciklonu, ili silazno vrtloženje koje zovemo anticiklonom. Smjer vrtloženja definira Zemljina rotacija i njome uzrokovane Coriolisove sile tako da ciklona na sjevernoj polutci slijedi matematski pozitivan smjer (smjer suprotan smjeru kazaljke na satu), a kod anticiklone je obrnut. U središtu vrtloženja vlada tišina, a na rubnim područjima se iskazuje jak vjetar.

## Vanjske poveznice
|  | Zajednički poslužitelj ima stranicu o temi vjetar    |
|  | Zajednički poslužitelj ima još gradiva o temi vjetar |
|  | Wječnik ima rječničku natuknicu vjetar               |

- Opterećenja na građevinske konstrukcije
- Vjetrovi na Jadranu  Arhivirana inačica izvorne stranice od 8. veljače 2011. (Wayback Machine)
- Aplikacija Opterećenja
- Peljar za male brodove, Hidrografski institut JRM - Split, Založba Mladinska knjiga, 1989., Ljubljana - Zagreb